# Diogenito

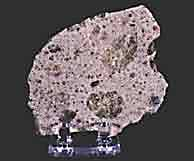
O asteroide Johnstown, um acondrito diogenito. Imagem da NASA.

Os diogenitos são meteoritos pertencentes aos acondritos, que são compostas por 95% de ortopiroxena e uma pequena quantidade de olivina. Dentro dos acondritos, estão incluídos o chamada grupo HED (howarditos, eucritos e diogenitos) que são meteoritos que se acredita que são provenientes do protoplaneta 4 Vesta. Seu nome vem de Diógenes de Apolônia, um filósofo grego do século V a.C., que foi o primeiro a sugerir que os meteoritos vieram do espaço.